# Maicol Ferreira
Maicol Sebastián Ferreira Soppi, noto semplicemente come Maicol Ferreira (Montevideo, 20 gennaio 1998), è un calciatore uruguaiano, centrocampista del Colón.

## Caratteristiche tecniche
È un trequartista.

## Carriera
Cresciuto nel settore giovanile del Danubio, debutta in prima squadra il 5 febbraio 2019 in occasione del match di Coppa Libertadores pareggiato 2-2 contro l'Atlético Mineiro. Il 7 agosto seguente viene passa al Villa Española dove nell'arco di due stagioni gioca 34 incontri in seconda divisione realizzando 7 reti.
Nel 2021 viene acquistato a titolo definitivo al Rentistas.

## Statistiche

### Presenze e reti nei club
Statistiche aggiornate al 27 maggio 2021.
| Stagione        | Squadra         | Campionato      | Campionato | Campionato | Coppe nazionali | Coppe nazionali | Coppe nazionali | Coppe continentali | Coppe continentali | Coppe continentali | Altre coppe | Altre coppe | Altre coppe | Totale | Totale |
| Stagione        | Squadra         | Comp            | Pres       | Reti       | Comp            | Pres            | Reti            | Comp               | Pres               | Reti               | Comp        | Pres        | Reti        | Pres   | Reti   |
| --------------- | --------------- | --------------- | ---------- | ---------- | --------------- | --------------- | --------------- | ------------------ | ------------------ | ------------------ | ----------- | ----------- | ----------- | ------ | ------ |
| 2019            | Danubio         | PD              | 2          | 0          |                 | -               | -               | CL                 | 2                  | 0                  |             | -           | -           | 4      | 0      |
| 2019            | Villa Española  | SD              | 14         | 1          |                 | -               | -               |                    | -                  | -                  |             | -           | -           | 14     | 1      |
| 2020            | Villa Española  | SD              | 20         | 6          |                 | -               | -               |                    | -                  | -                  |             | -           | -           | 20     | 6      |
| 2021            | Rentistas       | PD              | 2          | 0          |                 | -               | -               | CL                 | 3                  | 0                  |             | -           | -           | 5      | 0      |
| Totale carriera | Totale carriera | Totale carriera | 38         | 7          |                 | -               | -               |                    | 5                  | 0                  |             | -           | -           | 43     | 7      |

## Palmarès

### Competizioni nazionali
- Segunda División uruguaiana: 1

Racing Montevideo: 2022